# Liste der Biografien/Lat
Liste der Biografien |
Portal Biografien |
Personensuche
# |
A |
B |
C |
D |
E |
F |
G |
H |
I |
J |
K |
L |
M |
N |
O |
P |
Q |
R |
S |
T |
U |
V |
W |
X |
Y |
Z |
?
 
La |
Lb |
Lc |
Le |
Lg |
Lh |
Li |
Lj |
Ll |
Lm |
Lo |
Lp |
Lt |
Lu |
Lv |
Lw |
Lx |
Ly |
Lz
 
Laa |
Lab |
Lac |
Lad |
Lae–Lah |
Lai |
Laj |
Lak |
Lal |
Lam |
Lan |
Lao |
Lap |
Laq |
Lar |
Las |
Lat |
Lau |
Lav |
Law |
Lax |
Lay |
Laz
Die Liste der Biografien führt alle Personen auf, die in der deutschsprachigen Wikipedia einen Artikel haben. Dieses ist eine Teilliste mit 436 Einträgen von Personen, deren Namen mit den Buchstaben „Lat“ beginnt.

## Lat
- Lat (* 1951), malaysischer Zeichner und Karikaturist
- Lat, Leoncio Leviste (1917–2002), philippinischer römisch-katholischer Geistlicher und Weihbischof in Manila

### Lata
- Lata, Dorothea (* 1982), deutsche Schauspielerin und Filmemacherin
- Łata, Jan Adrian (* 1944), polnischer römisch-katholischer Theologe und Religionsphilosoph
- Latacz, Joachim (* 1934), deutscher AltphilologeJoachim Latacz (* 1934)

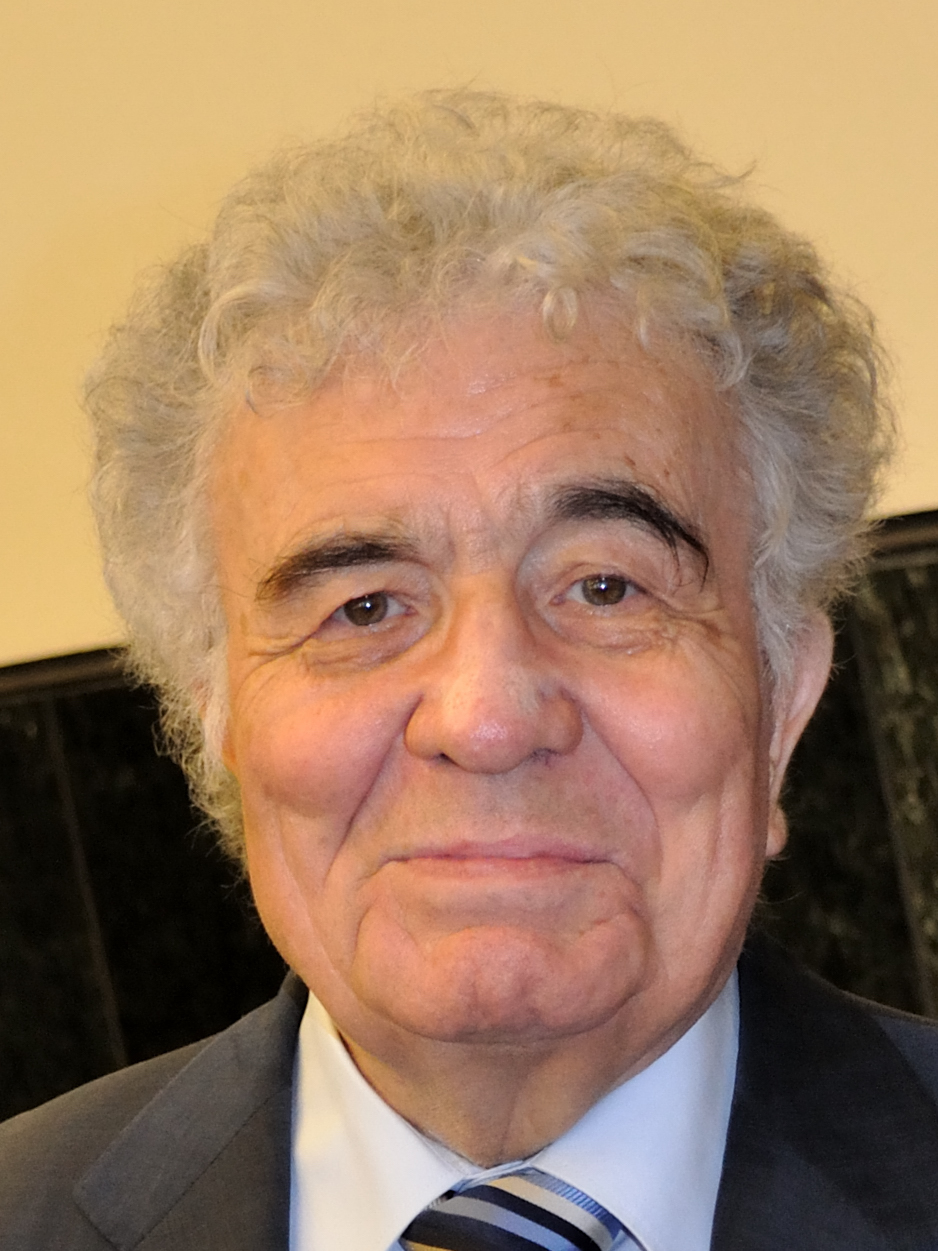
Joachim Latacz (* 1934)

- Látal, Radoslav (* 1970), tschechischer Fußballspieler und -trainer
- Latalski, Stanislaus (1535–1598), Starost von Inowrazlaw und Schlochau
- Latann, Carl (1840–1888), deutscher Militärmusiker und Chef des ersten in Deutschland aufgestellten Marinemusikkorps
- Latapie, Louis (1891–1972), französischer Maler und Grafiker
- Latapy, Russell (* 1968), Fußballspieler und -trainer aus Trinidad und Tobago
- Łatas, Marek (* 1960), polnischer Politiker, Mitglied des Sejm
- Latasa, David (* 1974), spanischer Radrennfahrer
- Latasch, Leo (* 1952), deutscher Mediziner
- Latasi, Kamuta (* 1936), tuvaluischer Politiker, Premierminister von Tuvalu
- Latasi, Naama Maheu († 2012), tuvaluische Abgeordnete und Ministerin
- Lataste, Jacques (1922–2011), französischer Florettfechter und Olympiasieger
- Lataste, Johannes Josef (1832–1869), französischer Dominikaner, „Apostel der Gefängnisse“, Seliger
- Lataste, Marie (1822–1847), französische Mystikerin und Ordensschwester
- Lataste, Thierry (* 1954), französischer Fonctionnaire
- Lataster, Ger (1920–2012), niederländischer Maler
- Lataster, Jef (1922–2014), niederländischer Langstreckenläufer

### Latc
- Latchford, Bob (* 1951), englischer Fußballspieler
- Latchimy, Bernard (* 1971), französischer Handballspieler
- Latchinian, Haig (* 1968), deutscher Journalist und Autor
- Latchinian, Sarkis (1930–2012), libanesischer Wirtschaftswissenschaftler
- Latchinian, Sewan (* 1961), deutscher Schauspieler, Autor, Regisseur und IntendantSewan Latchinian (* 1961)

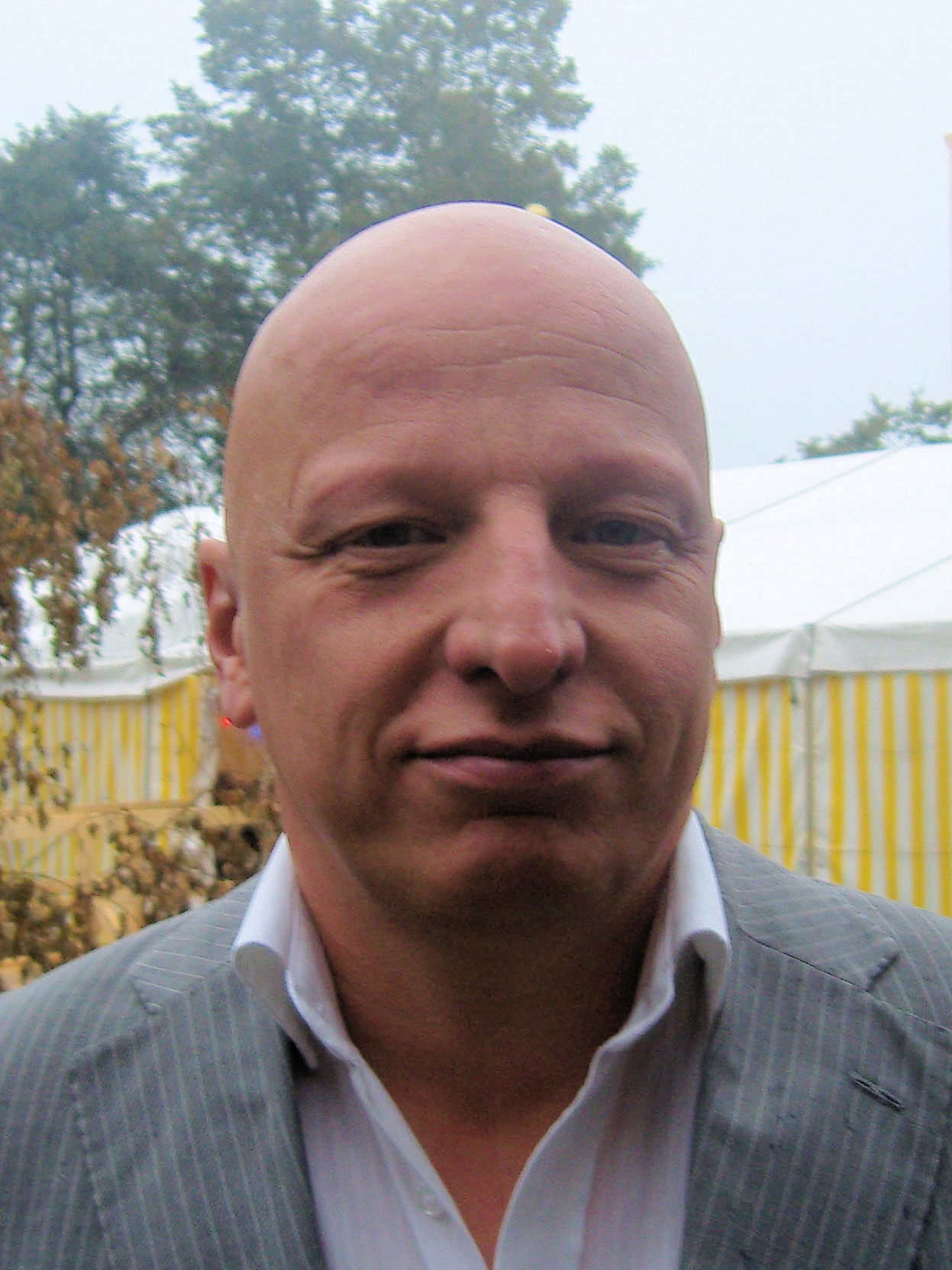
Sewan Latchinian (* 1961)

### Late
- Läte, Aleksander (1860–1948), estnischer Komponist
- Låte, Ingrid (* 2007), norwegische Nordische Kombiniererin
- Lateau, Louise (1850–1883), belgische Mystikerin
- Latecki, Ryszard (* 1956), polnischer Improvisationsmusiker und Komponist
- Latécoère, Pierre-Georges (1883–1943), französischer Luftfahrtpionier und Unternehmer
- Lateef, Jay, deutscher Jazzmusiker (Schlagzeug)
- Lateef, Yusef (1920–2013), US-amerikanischer Jazzmusiker
- Latef, Allaoua (* 1971), algerischer Skirennläufer
- Lateika, Horst (* 1934), deutscher Schauspieler und Puppenspieler
- Lateiner, Isidor (1930–2005), US-amerikanischer Geiger
- Lateiner, Jacob (1928–2010), US-amerikanischer Pianist
- Lateiner, Joseph (1853–1935), jiddischer Dramatiker
- Latella, Antonio (* 1967), italienischer Regisseur und Autor
- Latėnas, Faustas (1956–2020), litauischer Komponist und Politiker
- Latendorf, Christiane (* 1968), deutsche Malerin
- Latendorf, Friedrich (1831–1898), deutscher Philologe und Gymnasiallehrer
- Latendorf, Friedrich (1866–1935), deutscher Maler
- Latendorf, Fritz (1924–2000), deutscher Politiker (CDU), MdL
- Latendorf, Ina (* 1971), deutsche Politikerin (Die Linke), MdBIna Latendorf (* 1971)

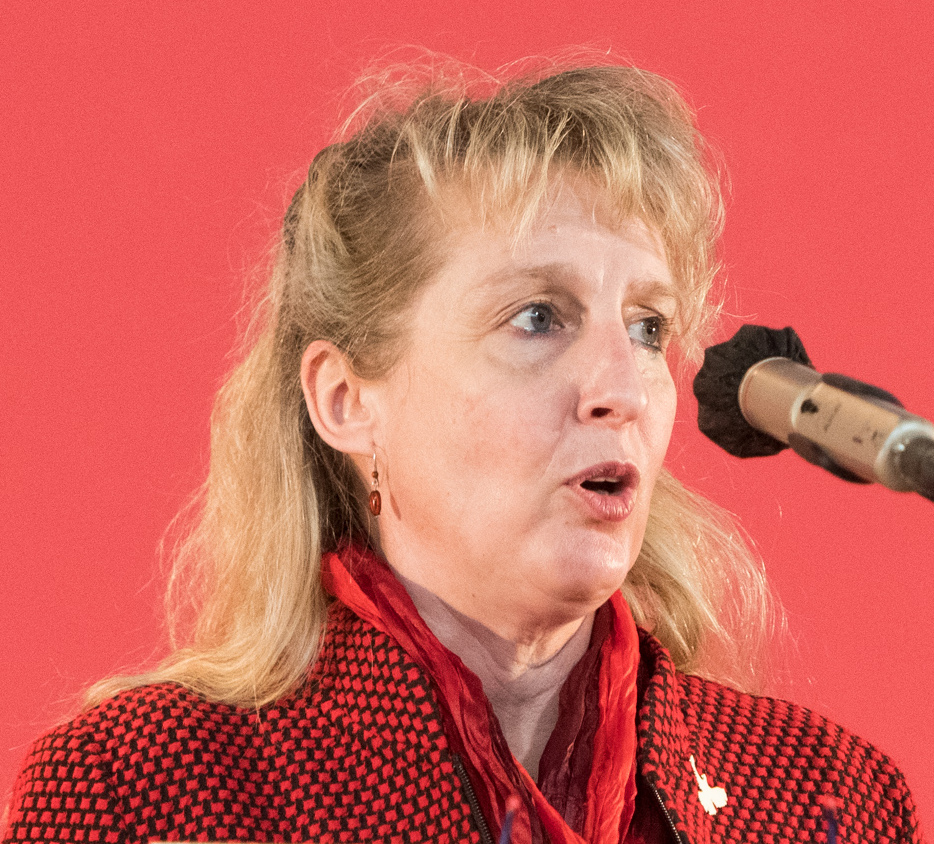
Ina Latendorf (* 1971)

- Latendresse, Guillaume (* 1987), kanadischer Eishockeyspieler
- Latendresse, Olivier (* 1986), kanadischer Eishockeyspieler
- Latenstein van Voorst-Woldringh, Anja (* 1940), niederländische Politikerin der VVD
- Latermann, Johann (1620–1662), deutscher lutherischer Theologe
- Laternser, Dorothee (* 1951), liechtensteinische Kinderärztin und ehemalige Abgeordnete (VU)
- Laternser, Hans (1908–1969), deutscher Jurist
- Laternser, Otto (1880–1953), deutscher Architekt und Bauunternehmer
- Laterza, Giuseppe (* 1970), italienischer Geistlicher, römisch-katholischer Erzbischof und Diplomat des Heiligen Stuhls
- Laterza, Tom (* 1992), luxemburgischer Fußballspieler
- Lateste, Michel (* 1946), französischer Autorennfahrer

### Lath
- Latham, Chris (* 1975), australischer Rugby-Union-Spieler
- Latham, Christopher (* 1994), britischer Radsportler
- Latham, David, US-amerikanischer Physiker
- Latham, George R. (1832–1917), US-amerikanischer Politiker
- Latham, Henry J. (1908–2002), US-amerikanischer Politiker
- Latham, Hubert (1883–1912), französischer PilotHubert Latham (1883–1912)

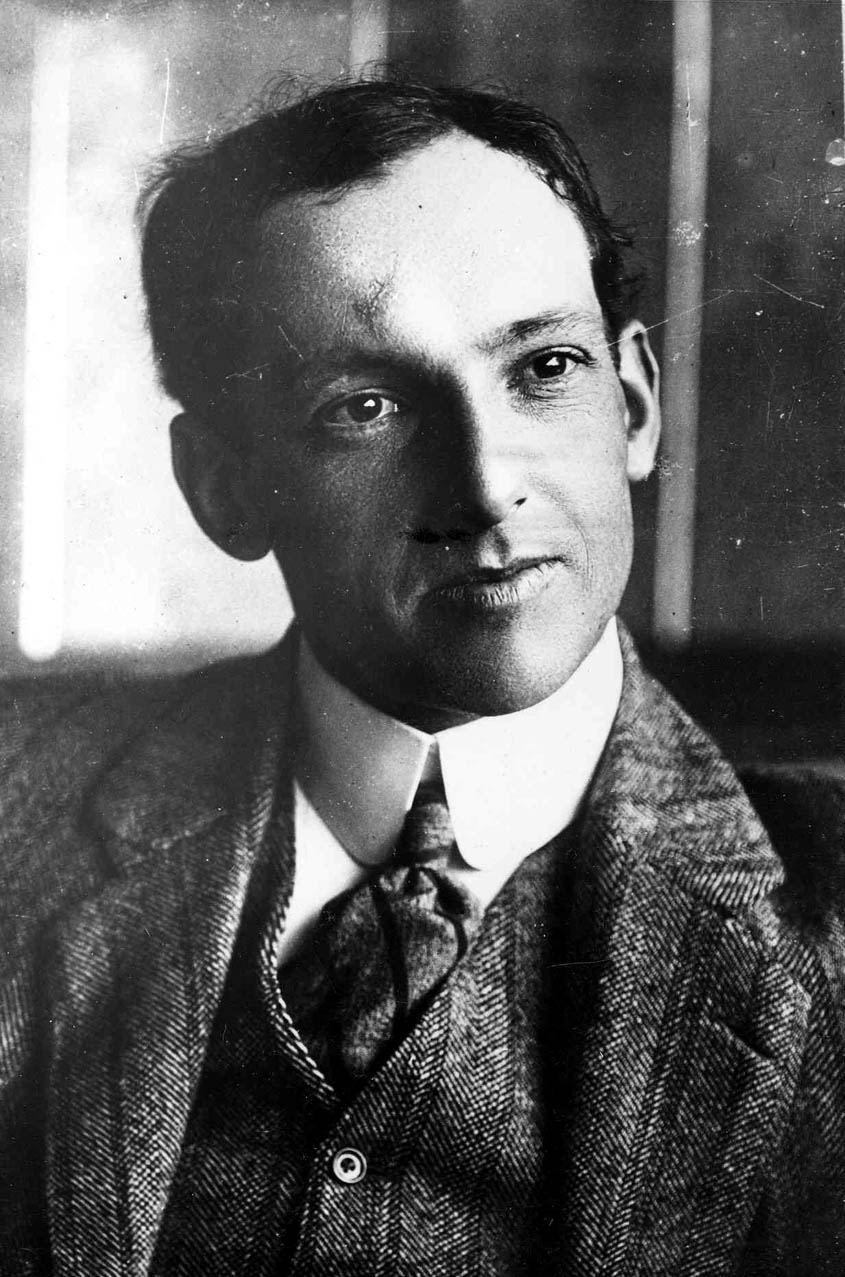
Hubert Latham (1883–1912)

- Latham, John (1740–1837), britischer Arzt, Ornithologe, Naturforscher und Autor
- Latham, John (1877–1964), australischer Politiker und Außenminister
- Latham, John (1921–2006), rhodesisch-britischer Konzeptkünstler, Maler, Bildhauer und Performancekünstler
- Latham, Kadeem (* 1992), barbadischer Fußballspieler
- Latham, Karl (* 1961), US-amerikanischer Jazzmusiker und Komponist
- Latham, Kate (* 1952), US-amerikanische Tennisspielerin
- Latham, Laurie (* 1955), britischer Musikproduzent und Toningenieur
- Latham, Louis C. (1840–1895), US-amerikanischer Politiker
- Latham, Louise (1922–2018), US-amerikanische Schauspielerin
- Latham, Mark (* 1961), australischer Politiker und Vorsitzender der Australian Labor Party
- Latham, Milton (1827–1882), US-amerikanischer Politiker
- Latham, Peter (* 1984), neuseeländischer Radrennfahrer
- Latham, Richard O. (1906–1980), englischer Organist, Chorleiter, Komponist und Hochschullehrer
- Latham, Rick (* 1955), US-amerikanischer Funk-Schlagzeuger
- Latham, Robert Gordon (1812–1888), englischer Linguist und Ethnologe
- Latham, Tom (* 1948), US-amerikanischer Politiker
- Latham, Tom (* 1992), neuseeländischer Cricketspieler
- Lathan, Christina (* 1958), deutsche Leichtathletin und Olympiasiegerin
- Lathan, George (1875–1942), britischer Gewerkschafter und Politiker (Labour Party)
- Lathan, Hans-Henning (1943–2024), deutscher Sportmediziner
- Lathan, Sanaa (* 1971), US-amerikanische Schauspielerin
- Lathan, Siegmar (* 1955), deutscher Sprinter in der Leichtathletik vom SC Dynamo Berlin
- Lathbury, Gerald (1906–1978), britischer General und Gouverneur
- Lathem, Lieven van, niederländischer Buchmaler
- Lather, Karl-Heinz (1948–2021), deutscher General des Heeres der Bundeswehr
- Latherus, Hermann (1583–1640), deutscher Jurist
- Lathgertha, legendäre norwegische Kriegerin und Herrscherin in GølerdalLathgertha

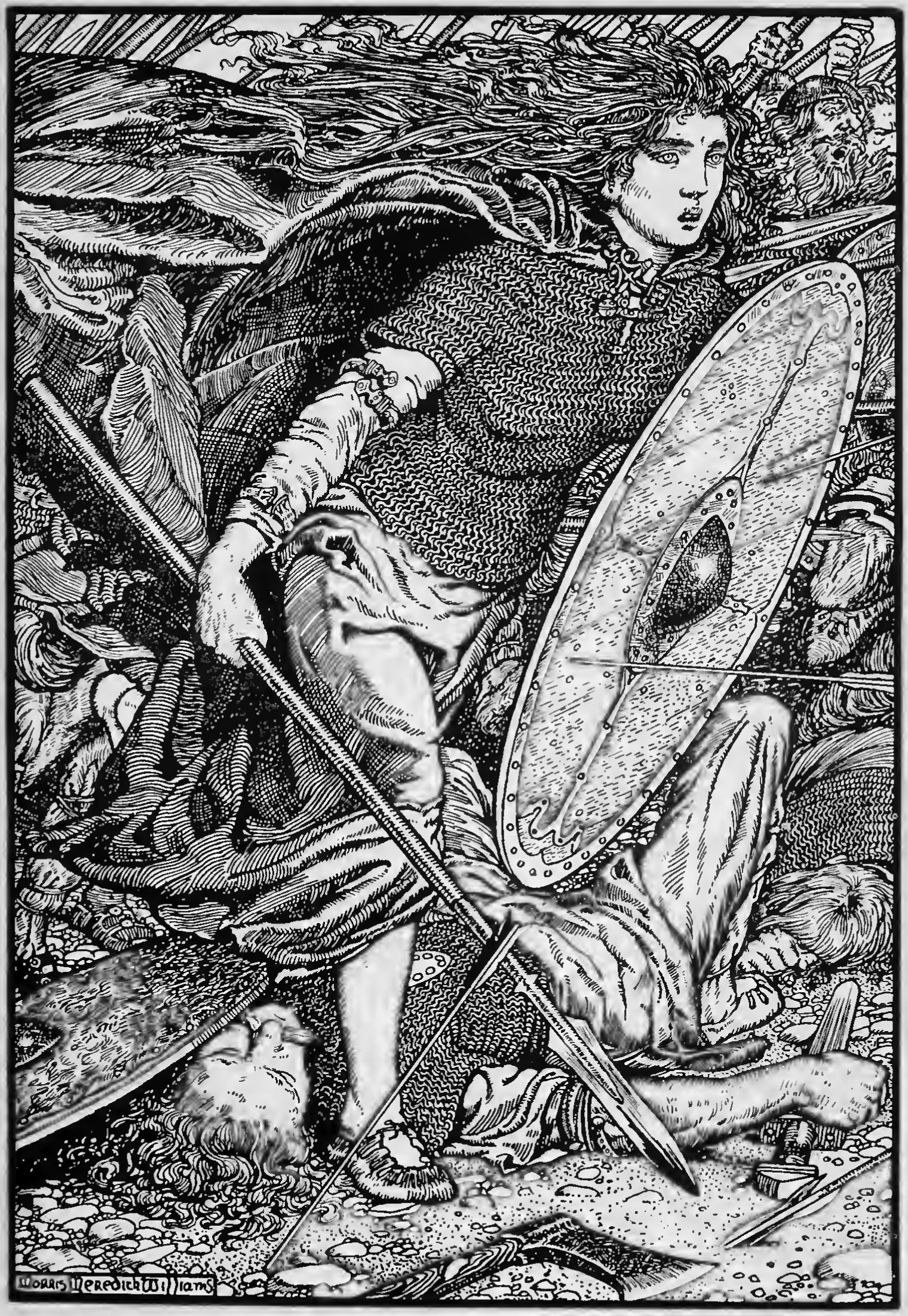
Lathgertha

- Lathoud, Denis (1966–2025), französischer Handballspieler und -trainer
- Lathouwers, Danny (* 1968), belgischer Snookerspieler
- Lathrop, Craig, kanadischer Szenenbildner
- Lathrop, Francis (1849–1909), amerikanischer Künstler
- Lathrop, Julia (1858–1932), US-amerikanische Sozialreformerin
- Lathrop, Philip H. (1912–1995), amerikanischer Kameramann
- Lathrop, Samuel (1772–1846), US-amerikanischer Politiker
- Lathrop, William (1825–1907), US-amerikanischer Politiker
- Lathuraz, Véronique (* 1968), französische Skibergsteigerin

### Lati
- Lati Rinpoche (1922–2010), tibetischer Lama
- Latief, Elizabeth (* 1963), indonesische Badmintonspielerin
- Latier de Bayane, Alphonse-Hubert de (1739–1818), französischer Kardinal
- Latif, Ali (1944–2009), kurdischer Maler und Sportler
- Latif, Badri (* 1977), deutsche Hockeyspielerin
- Latif, Mojib (* 1954), deutscher Meteorologe, Klimatologe und Hochschullehrer
- Latif, Shazad (* 1988), britischer SchauspielerShazad Latif (* 1988)

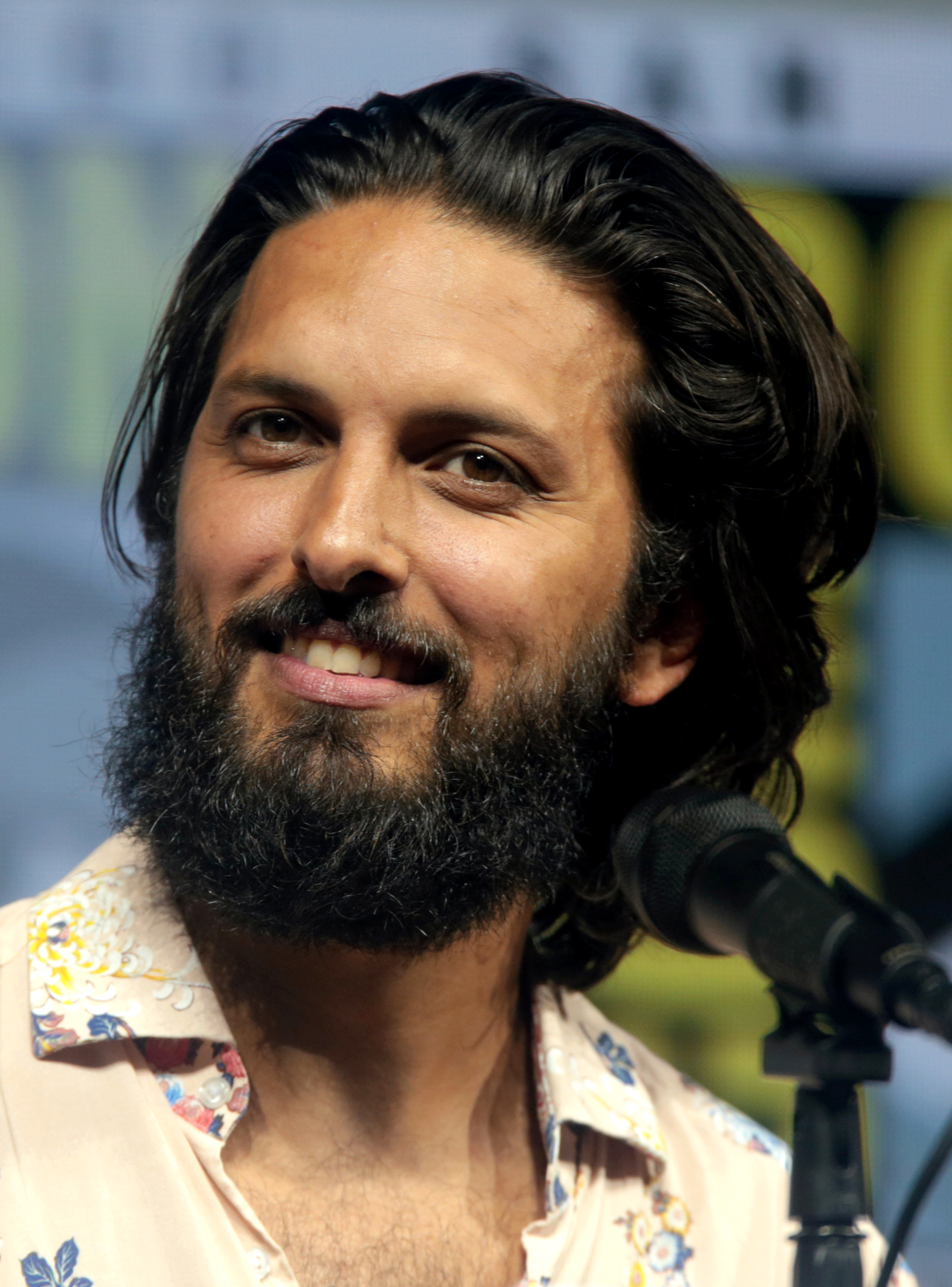
Shazad Latif (* 1988)

- Latifa (* 1961), tunesische Sängerin
- Latifa, Lalla (1946–2024), marokkanische Königswitwe
- Latîfî (1491–1582), osmanischer Schriftsteller und Biograph
- Latifi, Bekim (* 1994), deutsch-albanischer Theater- und Filmschauspieler
- Latifi, Hila (* 1989), deutsche Politikerin (Die Linke), MdHB
- Latifi, Mahmoud (1929–2005), iranischer Herpetologe
- Latifi, Nicholas (* 1995), kanadischer AutomobilrennfahrerNicholas Latifi (* 1995)

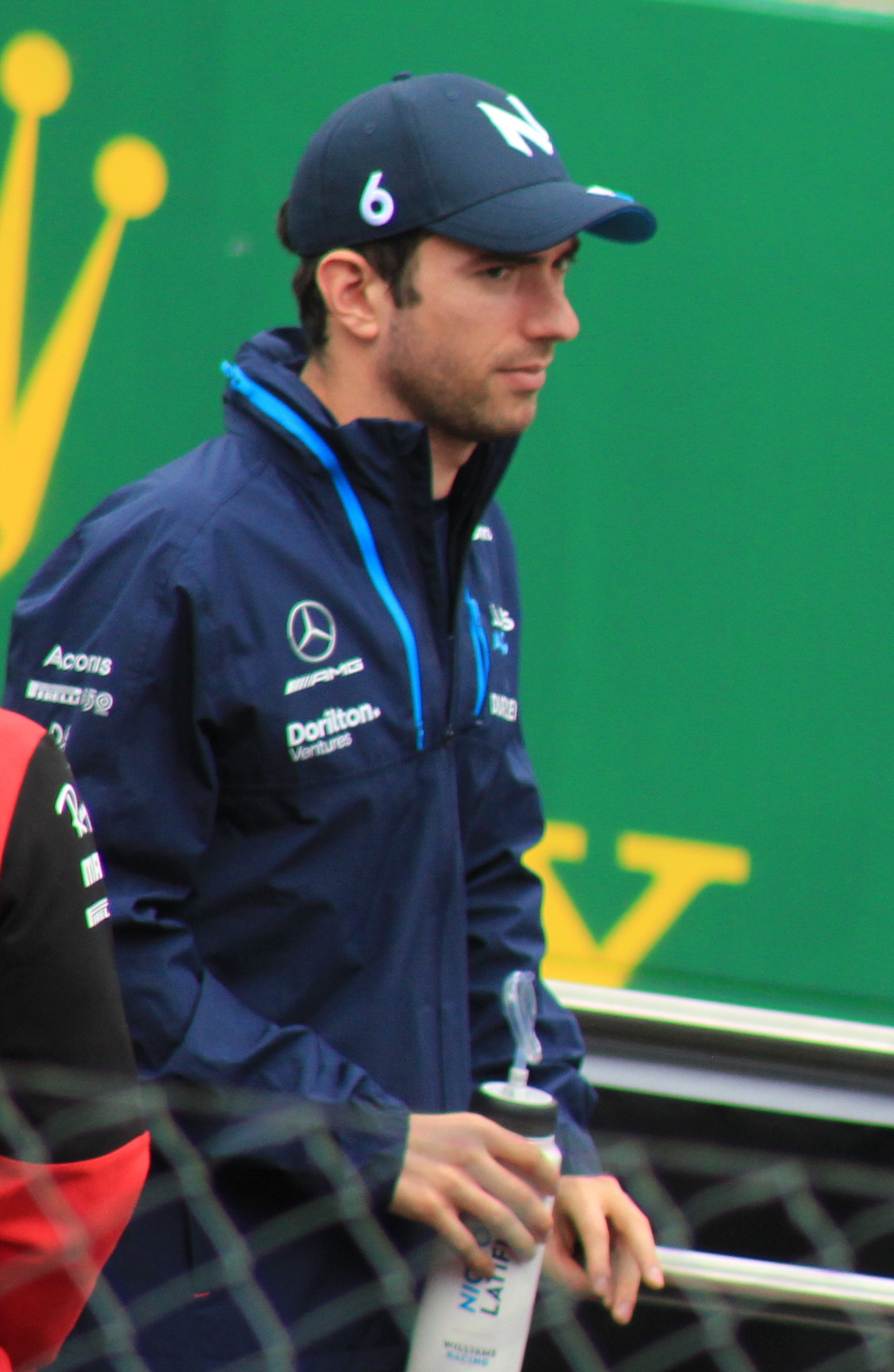
Nicholas Latifi (* 1995)

- Latifijan, Ali (* 1968), iranischer Schriftsteller, Forscher, gesellschaftspolitischer Theoretiker, Historiker
- Latifllari, Anastasios (* 1996), griechischer Kugelstoßer
- Latifovic, Irsen (* 1969), deutsch-serbischer Fußballspieler
- Latifsoda, Alischer (* 1962), tadschikischer Komponist
- Latifsoda, Rustam (* 1960), tadschikischer Politiker
- Latifu, Akeem (* 1992), nigerianischer Fußballspieler
- Latigo, Grace Marta (* 1967), österreichische Autorin, Konzept- und Performance-Künstlerin, Malerin und Menschenrechtsaktivistin
- Latil, François (* 1938), vanuatuischer Bogenschütze
- Latil, Jean-Baptiste de (1761–1839), französischer Geistlicher, Erzbischof von Reims und Kardinal
- Latilla, Gaetano (1711–1788), italienischer Komponist der neapolitanischen Schule
- Latilla, Gino (1924–2011), italienischer Sänger
- Latimer Bacon, Clara (1866–1948), US-amerikanische Mathematikerin und Hochschullehrerin
- Latimer, Andrew (* 1949), britischer Musiker und Gründungsmitglied der Rock-Band CamelAndrew Latimer (* 1949)

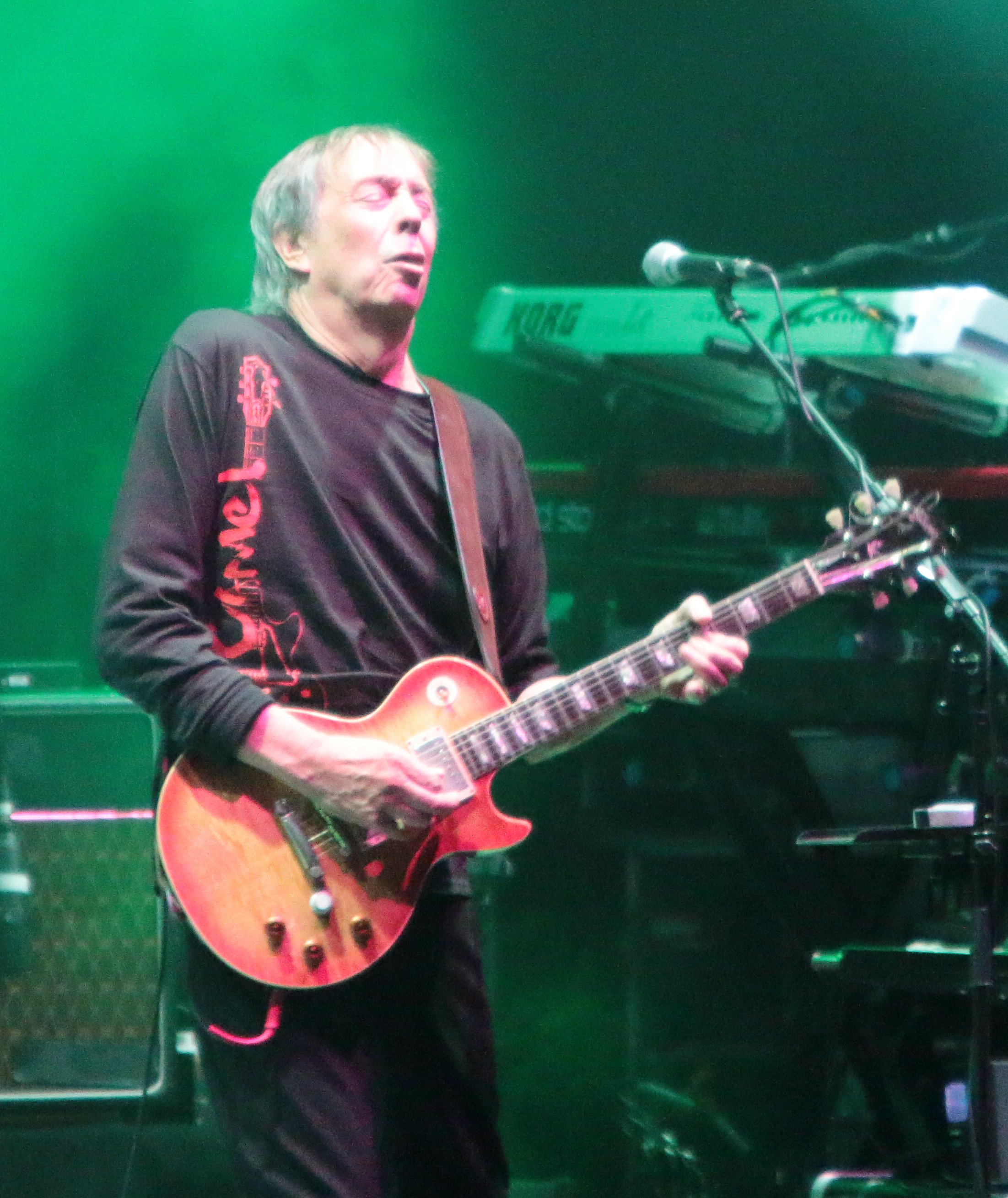
Andrew Latimer (* 1949)

- Latimer, Asbury (1851–1908), US-amerikanischer Politiker
- Latimer, Duane, kanadischer Westernreiter
- Latimer, George (* 1953), US-amerikanischer Politiker
- Latimer, Henry (1752–1819), US-amerikanischer Politiker
- Latimer, Hugh († 1555), anglikanischer Theologe
- Latimer, Hugh (1913–2006), britischer Schauspieler, Juwelier und Spielzeughersteller
- Latimer, Ivy (* 1994), australische Schauspielerin
- Latimer, John Francis (1903–1991), US-amerikanischer Klassischer Philologe
- Latimer, Jonathan (1906–1983), US-amerikanischer Schriftsteller und Drehbuchautor
- Latimer, Lewis (1848–1928), afroamerikanischer Erfinder, Fachbuchautor und technischer Zeichner
- Latimer, Nicholas († 1505), englischer Ritter
- Latimer, Wendell Mitchell (1893–1955), US-amerikanischer Physikochemiker
- Latimer, William († 1268), englischer Adliger
- Latimer, William († 1545), englischer Geistlicher, Gelehrter
- Latimer, William, 1. Baron Latimer († 1304), englischer Adliger und Militär
- Latimer, William, 2. Baron Latimer († 1327), englischer Adliger, Militär und Verwalter
- Latimer, William, 3. Baron Latimer (1301–1335), englischer Adliger und Militär
- Latimer, William, 4. Baron Latimer (1330–1381), englischer Adliger, Militär und Politiker
- Latimier, Clémence (* 2003), französische Radsportlerin
- Latimira, Ingrīda (1958–2024), lettische Politikerin, Mitglied der Saeima
- Latimore (* 1939), US-amerikanischer Soul- und R&B-Sänger, -Songschreiber und -Pianist
- Latimore, Frank (1925–1998), US-amerikanischer Schauspieler, überwiegend im europäischen Kino
- Latimore, Jacob (* 1996), US-amerikanischer Schauspieler und SängerJacob Latimore (* 1996)

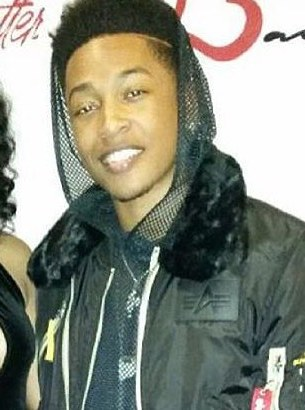
Jacob Latimore (* 1996)

- Latimore, Thomas C. (* 1890), US-amerikanischer Marineoffizier
- Latin, Ivo (1929–2002), jugoslawischer Politiker
- Latín, Miguel (* 1968), chilenischer Fußballspieler
- Latin, Vladimir (* 1985), estnischer Ruderer
- Latini, Armando (1913–1966), italienischer Radrennfahrer
- Latini, Brunetto († 1294), italienischer Staatsmann, Gelehrter und Schriftsteller
- Latinianus, Lucius Cornelius, römischer Beamter
- Latinik, Franciszek (1864–1949), polnischer General
- Latino, Joseph Nunzio (1937–2021), US-amerikanischer Geistlicher, römisch-katholischer Bischof von Jackson
- Latino, Juan (1518–1596), spanischer Lateinlehrer und Dichter
- Latinović, Miodrag (* 1970), bosnisch-herzegowinischer Fußballspieler
- Latinović, Stefan (* 1999), serbischer Tennisspieler
- Latinovich, Steve (* 1947), kanadischer Eishockeyspieler
- Latinovits, Zoltán (1931–1976), ungarischer Bühnen- und Filmschauspieler
- Latinus, alemannischer Krieger
- Latipov, Jasurbek (* 1991), usbekischer Boxer
- Latipow, Ural Ramdrakowitsch (* 1951), belarussischer Staatsmann und Unternehmer
- Lativa, Saniatul (* 1977), indonesische Politikerin

### Latj
- Latjuba, Sophia (* 1970), indonesische Schauspielerin, Sängerin und Model

### Latk
- Latka, Martin (* 1982), deutscher American-Football-Spieler
- Latka, Martin (* 1984), tschechischer Fußballspieler
- Latkin, Nikolai Wassiljewitsch (1833–1904), russischer Unternehmer, Schriftsteller und Geograph
- Latkin, Wassili Nikolajewitsch (1810–1867), russischer Unternehmer und Forschungsreisender
- Latković, Zlatko (1928–1999), kroatischer griechisch-katholischer Geistlicher, Maler
- Latkowski, Daniel (* 1991), deutscher Fußballspieler

### Lato
- Lato, Danuta, polnische Sängerin, Schauspielerin und Model
- Lato, Grzegorz (* 1950), polnischer FußballspielerGrzegorz Lato (* 1950)

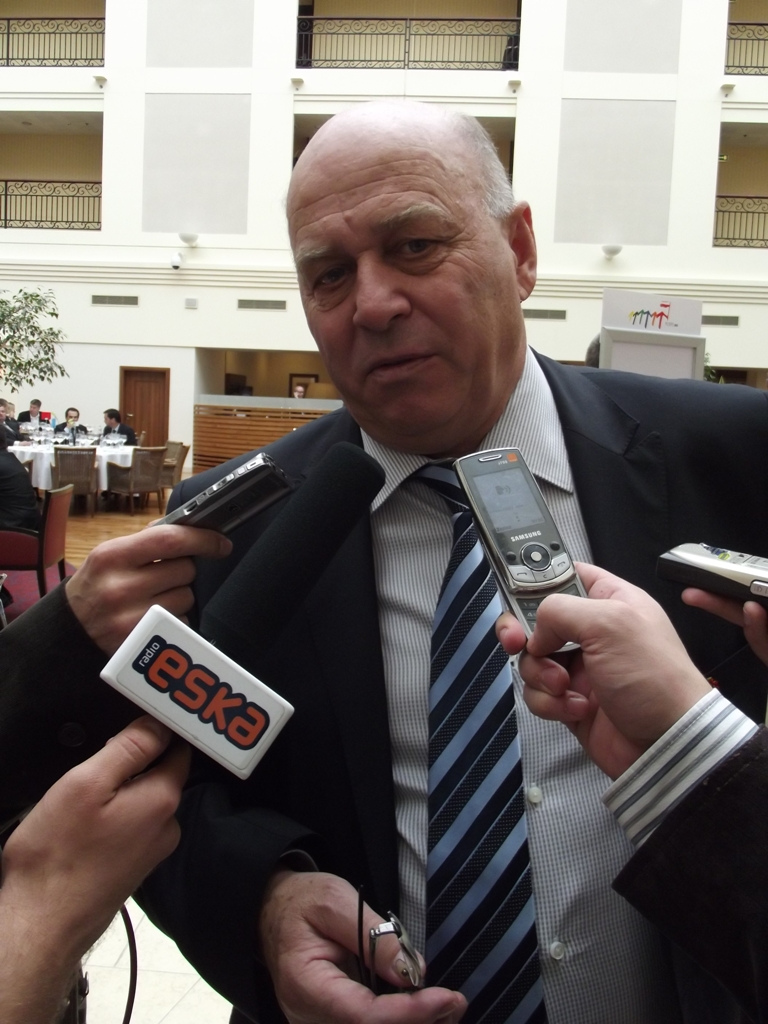
Grzegorz Lato (* 1950)

- Látó, Lajos (* 1931), ungarischer Radrennfahrer
- Lato, Toni (* 1997), spanischer Fußballspieler
- Latocha, Heiko (* 1964), deutscher Radrennfahrer
- Latocha, Wacław (1936–2006), polnischer Radrennfahrer
- Latomus, Bartholomaeus († 1570), deutsch-niederländischer Humanist und katholischer Glaubensverteidiger
- Latomus, Bernhard († 1613), mecklenburgischer Historiker
- Latomus, Johann (1524–1598), katholischer Stiftsgeistlicher und Chronist
- Latomus, Johannes (1523–1578), flämischer Augustiner-Prior, Chronist und Autor
- Latona, Bridie (* 1992), australische Schauspielerin
- Latorre, Adolfo, uruguayischer Politiker
- Latorre, Christian (* 1987), uruguayischer Fußballspieler
- Latorre, Claudio (* 1986), chilenischer Fußballspieler
- Latorre, Ferran (* 1970), spanischer BergsteigerFerran Latorre (* 1970)

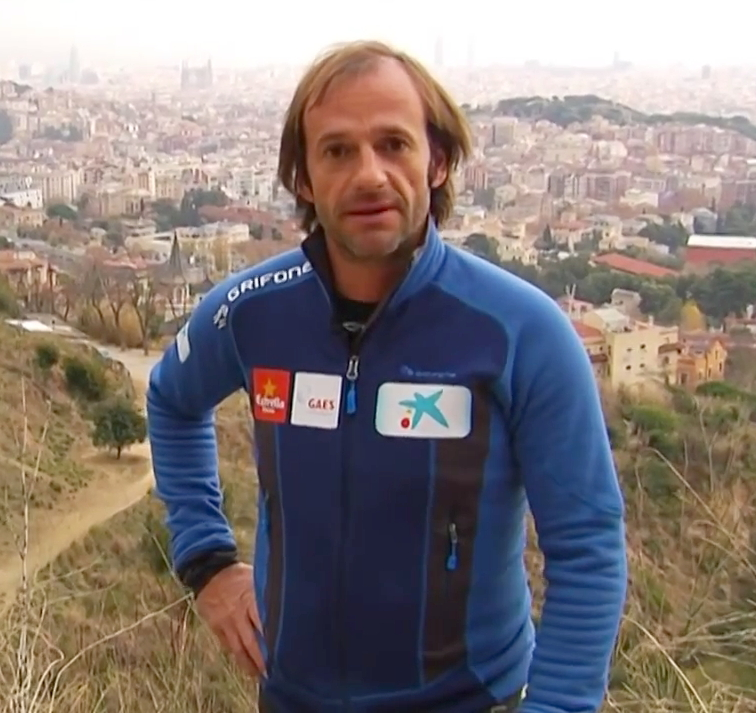
Ferran Latorre (* 1970)

- Latorre, Florian (* 1997), französischer Autorennfahrer
- Latorre, Gonzalo (* 1996), uruguayischer Fußballspieler
- Latorre, Javier (* 1963), spanischer Balletttänzer, Flamencotänzer und Choreograf
- Latorre, Juan Ignacio (* 1978), chilenischer Politiker
- Latorre, Lorenzo (1844–1916), Präsident Uruguays
- Latorre, Luis, uruguayischer Politiker
- Latorre, Mariano (1886–1955), chilenischer Autor
- Latorre, Pedro, uruguayischer Politiker
- Latorre, Simón, uruguayischer Politiker
- Latortue, Gérard (1934–2023), haitianischer Politiker und Ministerpräsident
- Latortue, Youri (* 1967), haitianischer Politiker
- Latos, Tomasz (* 1964), polnischer Politiker, Mitglied des Sejm
- Latoschinski, Marianne (1903–1944), deutsche Kommunistin und NS-Opfer
- Latotzky, Alexander (* 1948), Autor, Bildungsreferent und Mitwirkender bei mehreren TV-Produktionen
- Latouche Tréville, Louis-Charles Levassor de (1709–1781), französischer Aristokrat und Marineoffizier
- Latouche Tréville, Louis-René Levassor de (1745–1804), französischer Admiral
- Latouche, Henri de (1785–1851), französischer Schriftsteller
- Latouche, John (1914–1956), US-amerikanischer Schriftsteller und Librettist
- Latouche, Louis (1829–1883), französischer Maler
- Latouche, Serge (* 1940), französischer Ökonom und Philosoph
- Latoundji, Moussa (* 1978), beninischer Fußballspieler
- Latour, Alois de (1805–1875), Schweizer Politiker und Richter
- Latour, Bernd (* 1944), deutscher Germanist
- Latour, Bruno (1947–2022), französischer SoziologeBruno Latour (1947–2022)

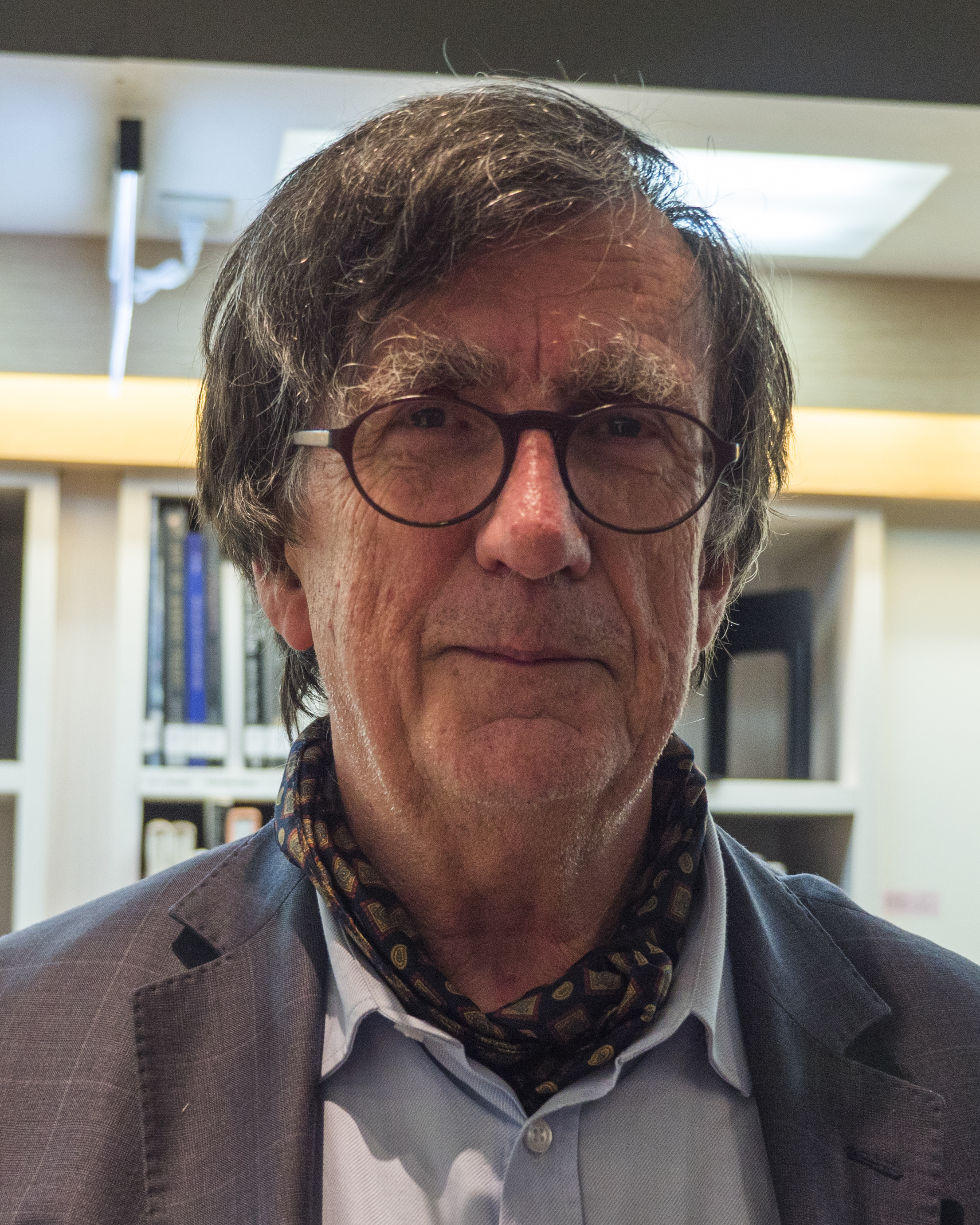
Bruno Latour (1947–2022)

- Latour, Caspar de (1827–1861), Schweizer Jurist und Politiker
- Latour, Hanspeter (* 1947), Schweizer Fußballtrainer und ehemaliger Spieler
- Latour, Jorge (1898–1972), brasilianischer Diplomat
- Latour, Josef (1820–1903), österreichischer General, Erzieher Erzherzogs Rudolf
- Latour, Pierre (* 1993), französischer Radrennfahrer
- Latour, Suzanne (* 1964), deutsche Schriftstellerin
- Latour-Foissac, Antoine-Henri de (1782–1855), französischer General der Kavallerie
- Latourette, Kenneth Scott (1884–1968), US-amerikanischer Sinologe, Historiker und Missionswissenschaftler
- LaTourette, Steve (1954–2016), US-amerikanischer Politiker (Republikanische Partei)
- Latovlevici, Iasmin (* 1986), rumänischer Fußballspieler

### Latr
- Latre, Carlos (* 1979), spanischer Synchronsprecher und Komiker
- Latreille, Phil (* 1938), kanadischer Eishockeyspieler
- Latreille, Pierre André (1762–1833), französischer Entomologe
- Latrille, André-René (1922–2011), französischer Fußballspieler
- Latrille-Gaudin, Brigitte (* 1958), französische Florettfechterin
- Latrobe, Benjamin (1764–1820), US-amerikanischer Architekt des United States Capitols
- Latrobe, Benjamin Henry II (1806–1878), US-amerikanischer Bauingenieur, Eisenbahnbrückenbau
- Latronico, Vincenzo (* 1984), italienischer Schriftsteller und Übersetzer
- Latrous, Lotti (* 1953), Schweizer Entwicklungshelferin
- Latry, Olivier (* 1962), französischer Organist

### Lats
- Latsa, Olavi (1929–1988), finnischer Skilangläufer
- Lätsch, Joachim (* 1956), deutscher SchauspielerJoachim Lätsch (* 1956)

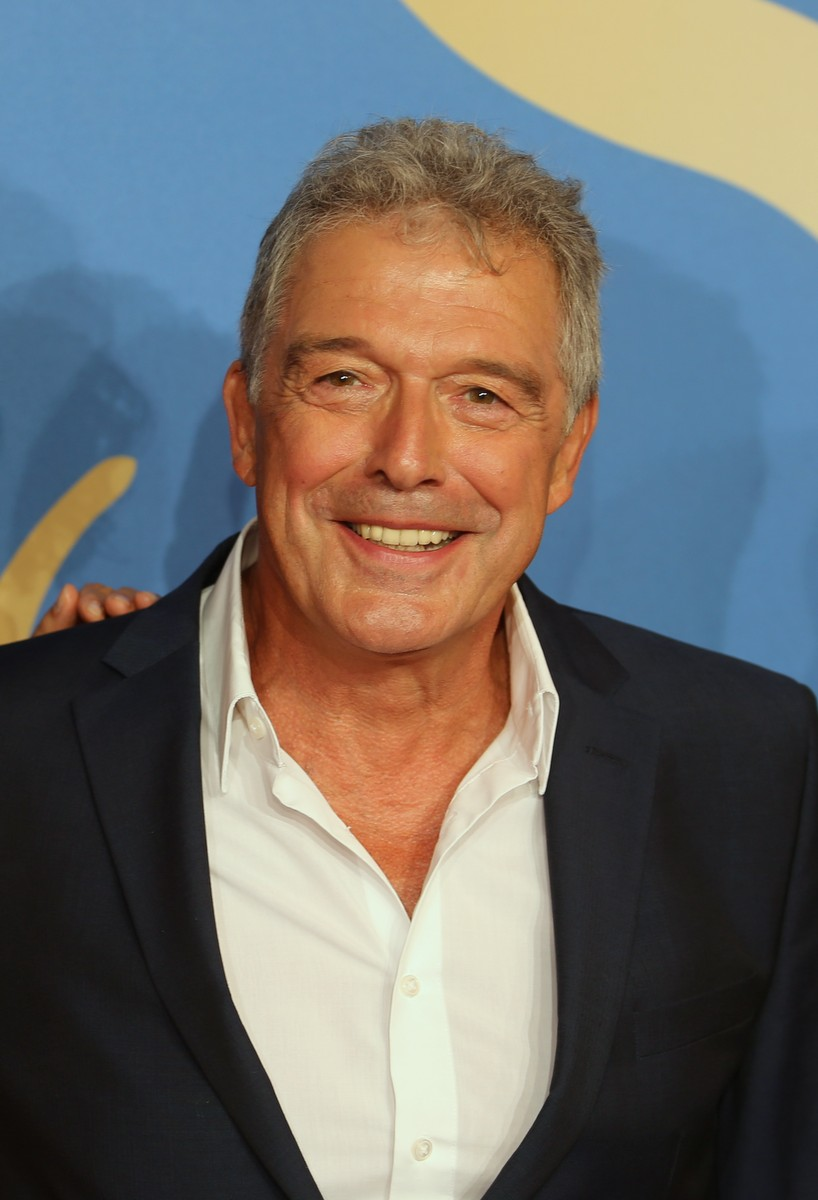
Joachim Lätsch (* 1956)

- Lätsch, Otto (1905–1948), deutscher Kriegsverbrecher und Angehöriger der Lager-SS im KZ Auschwitz
- Latsch, Timo (* 1977), deutscher Sportjournalist, Fußballkommentator und Moderator
- Latscha, Hans (1881–1967), deutscher Rugbyspieler
- Latscha, Jakob (1849–1912), deutscher Kaufmann und Mäzen
- Latscha, Werner (1925–2019), Generaldirektor der Schweizerischen Bundesbahnen und Jurist
- Latschenberger, Karl (1890–1977), österreichischer Politiker (CSP), Landtagsabgeordneter
- Latscher-Lauendorf, Julius von (1846–1909), österreichisch-ungarischer General und k.k. Landesverteidigungsminister
- Latschinow, Dmitri Alexandrowitsch (1842–1902), russischer Physiker und Hochschullehrer
- Latsepov, Leonid (* 1998), estnischer Leichtathlet
- Latshaw, Susan (* 1961), US-amerikanische Triathletin
- Latsis, Giannis (1910–2003), griechischer Reeder
- Latsis, Mary Jane (1927–1997), US-amerikanische Schriftstellerin
- Latsis, Spiros (* 1946), griechischer UnternehmerSpiros Latsis (* 1946)

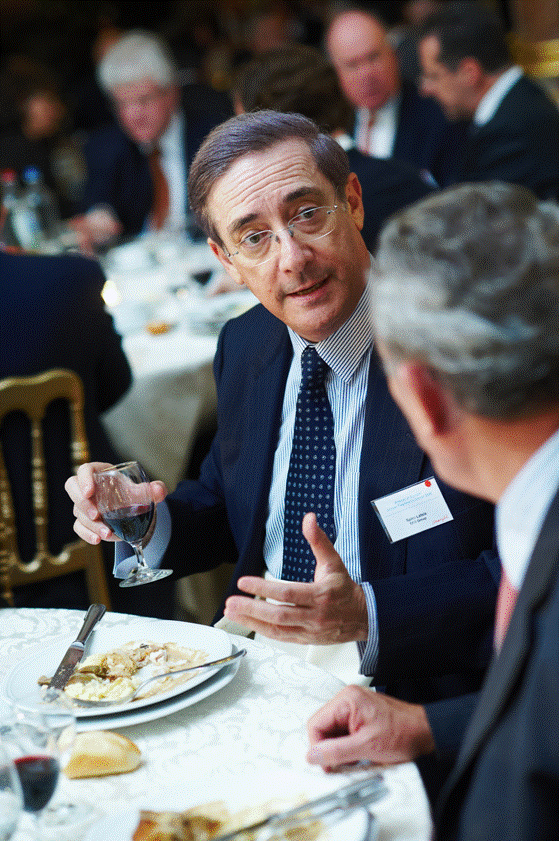
Spiros Latsis (* 1946)

- Latsny, Hans (* 1946), deutscher Fußballspieler
- Latso, Giorgi (* 1978), georgisch-amerikanischer Pianist und Komponist

### Latt
- Latt, Audrey, US-amerikanische Schauspielerin und Synchronsprecherin
- Latt, David Michael (* 1966), US-amerikanischer Filmproduzent, Filmregisseur, Drehbuchautor und Filmeditor
- Latt, Hans (1859–1946), deutscher Bildhauer
- Latt, Rae, US-amerikanische Schauspielerin
- Latta, Bob (* 1956), US-amerikanischer Politiker der Republikanischen Partei
- Latta, David (* 1967), kanadischer Eishockeyspieler und -trainer
- Latta, Del (1920–2016), US-amerikanischer Politiker
- Latta, Franziska (* 1984), deutsche Politikerin (Bündnis 90/Die Grünen), MdL
- Latta, Ivory (* 1984), US-amerikanische Basketballspielerin
- Latta, James P. (1844–1911), US-amerikanischer Politiker
- Latta, John (1836–1913), US-amerikanischer Politiker
- Latta, Michael (* 1991), kanadischer Eishockeyspieler
- Latta, Nick (* 1993), deutsch-kanadischer Eishockeyspieler
- Latta, Robert (1865–1932), schottischer Philosoph
- Latta, Thomas Aitchison († 1833), britischer Arzt
- Latta, Victoria (* 1951), neuseeländische Reiterin
- Lattaf, Hoda (* 1978), französische Fußballspielerin
- Lattaignant, Christophe (* 1971), französischer Ruderer
- Lattany, Mel (* 1959), US-amerikanischer Sprinter
- Lattanzi, Andrea (* 1992), italienischer Schauspieler
- Lattanzi, Antonella (* 1979), italienische Schriftstellerin und Drehbuchautorin
- Lattanzi, Chloe (* 1986), US-amerikanische Sängerin und Schauspielerin
- Lattanzi, Claudio (* 1958), italienischer Regieassistent und Filmregisseur
- Lattanzi, Franco (1925–2008), italienischer Filmregisseur
- Lattanzi, Luciano (1925–2011), italienischer Bildhauer und Künstler
- Lattanzi, Matt (* 1959), US-amerikanischer Schauspieler
- Lattanzi, Riccardo (1934–1991), italienischer Fußballschiedsrichter und -funktionär
- Lattanzio, Vito (1926–2010), italienischer Politiker (DC), Mitglied der Camera dei deputati
- Latte, Konrad (1922–2005), deutscher Musiker und Überlebender des Holocaust
- Latte, Kurt (1891–1964), deutscher Klassischer Philologe
- Lätte, Raimond (1931–1997), estnischer Komponist
- Latte, Robert (1921–2003), deutscher Hockeyspieler
- Latteck, Änne-Dörte, deutsche Pflegewissenschaftlerin
- Latteier, Tim (* 2000), deutscher Fußballspieler
- Lattek, Udo (1935–2015), deutscher Fußballspieler und -trainer sowie Sport-KolumnistUdo Lattek (1935–2015)

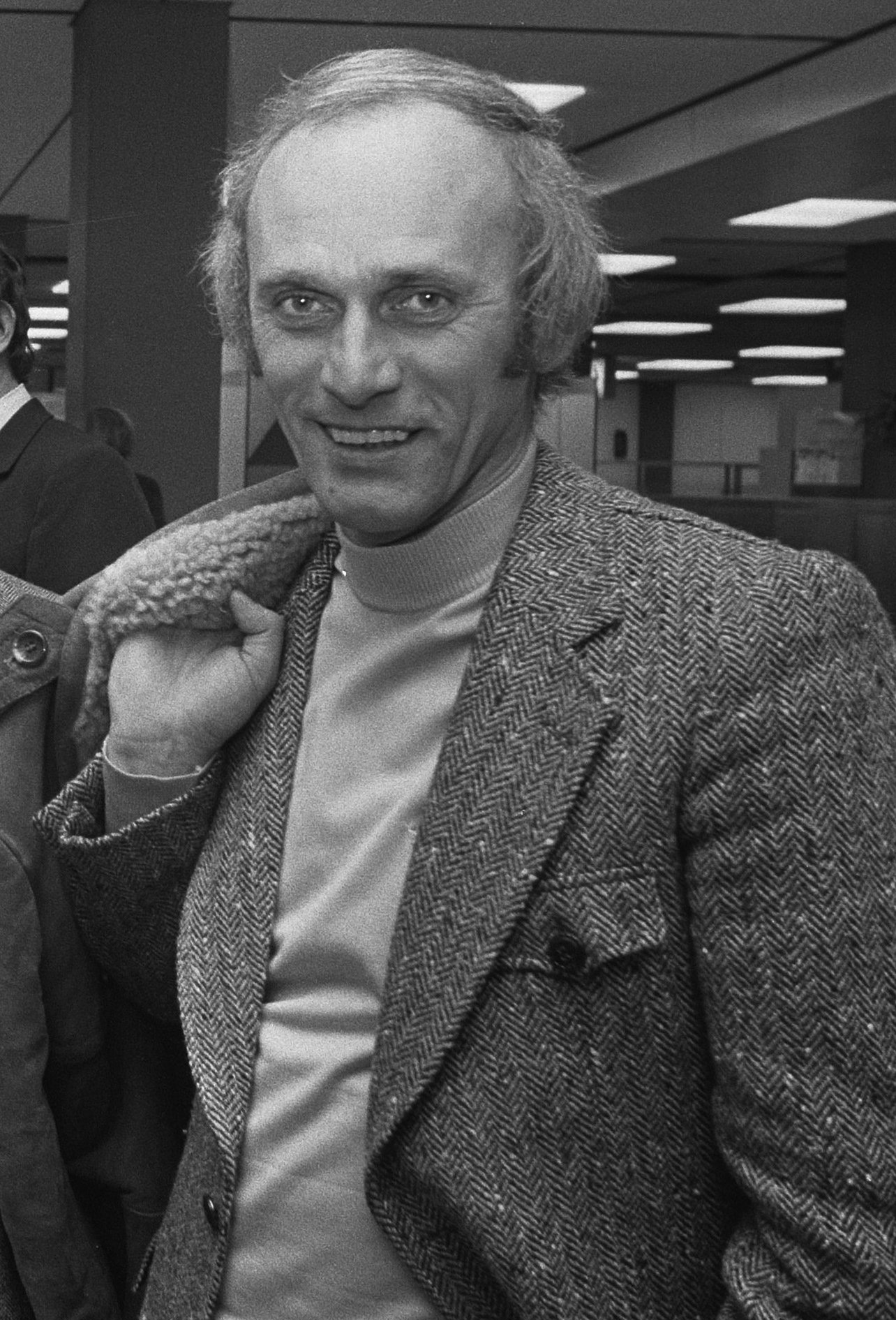
Udo Lattek (1935–2015)

- Lattemann, Hermann (1852–1894), deutscher Berufsluftschiffer und Fallschirmspringer
- Latten, Nienke (* 1995), niederländische Musicaldarstellerin
- Lattenmayer, Walter (* 1948), österreichischer Anwalt mit Schwerpunkt Bau-, Liegenschafts- und Wohnrecht
- Latter, Sue (* 1956), US-amerikanische Mittelstreckenläuferin
- Latteri, Benedetto (* 1959), italienischer Diplomat
- Lattermann, Alfred (1894–1945), deutscher Historiker (Ostforscher) und Bibliotheksdirektor in Posen
- Lattermann, Christoph von (1753–1835), österreichischer Feldmarschall
- Lattermann, Gottfried (1879–1950), erzgebirgischer Mundartdichter
- Lattermann, Heinrich (1882–1914), deutscher Epigraphiker
- Lattermann, Heinrich Ludwig (1776–1839), sächsischer Unternehmer und Landtagsabgeordneter
- Lattermann, Hermann (1809–1867), sächsischer Unternehmer und Landtagsabgeordneter
- Lattermann, Jenny (1929–1993), österreichische Schauspielerin
- Lattes, César (1924–2005), brasilianischer Experimental-Physiker
- Lattès, Samuel (1873–1918), französischer Mathematiker
- Latteyer, Karl (1884–1959), deutscher Architekt
- Latthachack, Chitpasong (* 1999), laotischer Fußballspieler
- Lätti, Kia (* 1983), finnische Biathletin
- Lattik, Jaan (1878–1967), estnischer Jurist, Politiker, Mitglied des Riigikogu und Diplomat
- Lattik, Margus (* 1973), estnischer Schriftsteller und Künstler
- Lattik, Vello (1935–2007), estnischer Schriftsteller
- Lattikas, Urmas (* 1960), estnischer Musiker
- Lattimer, James (* 1950), US-amerikanischer Physiker
- Lattimer, John K. (1914–2007), US-amerikanischer Mediziner
- Lattimore, Harlan (1908–1980), US-amerikanischer Jazz-Sänger
- Lattimore, Marshon (* 1996), US-amerikanischer American-Football-Spieler
- Lattimore, Owen (1900–1989), US-amerikanischer Sinologe
- Lattimore, Richmond (1906–1984), US-amerikanischer Klassischer Philologe
- Lattimore, Steven (* 1938), US-amerikanischer Klassischer Philologe
- Lattimore, William (1774–1843), US-amerikanischer Politiker
- Lattin, Gustaf de (1913–1968), deutscher Zoologe, Biogeograph
- Lattin, John D. (1927–2016), US-amerikanischer Entomologe
- Lattinger, Lukas (* 1989), österreichischer Journalist und Fernsehmoderator
- Lattisaw, Stacy (* 1966), amerikanische Pop-, R&B-, Soul- und Disco-Sängerin
- Lattke, Fritz (1895–1980), deutsch-sorbischer Landschaftsmaler
- Lattke, Herbert (1909–1990), deutscher Psychologe
- Lattke, Martin (* 1981), deutscher Sänger (lyrischer Tenor)
- Lattke, Maurice (* 1999), deutscher Schauspieler
- Lattke, Wolfram (* 1978), deutscher Sänger (lyrischer Tenor)
- Lattmann, August (1858–1936), Hamburger Senator und Bankier
- Lattmann, Dieter (1926–2018), deutscher Schriftsteller, MdBDieter Lattmann (1926–2018)

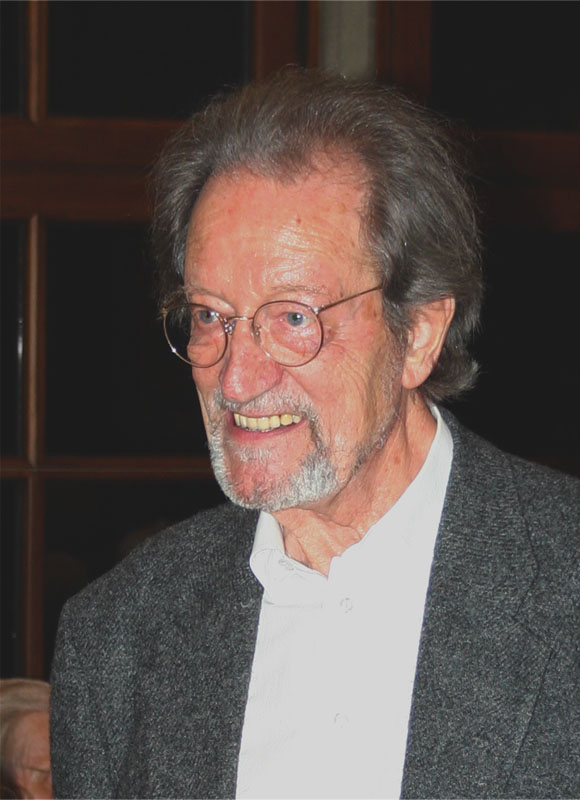
Dieter Lattmann (1926–2018)

- Lattmann, Erich (1894–1984), deutscher Militärjurist
- Lattmann, Herbert (* 1944), deutscher Politiker (CDU), MdB
- Lattmann, Jens (* 1954), deutscher Politiker (SPD) und Staatsrat in der Finanzbehörde Hamburg
- Lattmann, Klaus (1923–2016), deutscher Politiker (CDU), MdHB
- Lattmann, Martin (1896–1976), deutscher Militär, Berufsoffizier und Politiker (SED)
- Lattmann, Massimo Sgarlata (* 1943), schweizerisch-italienischer Geschäftsmann
- Lattmann, Max (1910–2011), Schweizer Ingenieur
- Lattmann, Orlando (* 1989), Schweizer Fussballtorhüter
- Lattmann, Silvana (1918–2023), italienisch-schweizerische Schriftstellerin
- Lattmann, Wilhelm (1864–1935), deutscher Politiker (DSP, DSWV, DNVP), MdR
- Lattmann-Kretschmer, Gunild (1936–2024), deutsche Intendantin und Politikerin (SED, PDS), MdL
- Lattner, Chris (* 1978), US-amerikanischer Informatiker
- Lattner, Jan (* 1989), tschechischer Eishockeyspieler
- Lattner, Johnny (1932–2016), US-amerikanischer American-Football-Spieler und Gewinner der Heisman Trophy 1953
- Lattner, Konrad A. (1896–1979), deutscher Maler
- Lattner, Rudi (1904–1945), deutscher Arbeitersportler und antifaschistischer Widerstandskämpfer
- Latto (* 1998), US-amerikanische SängerinLatto (* 1998)

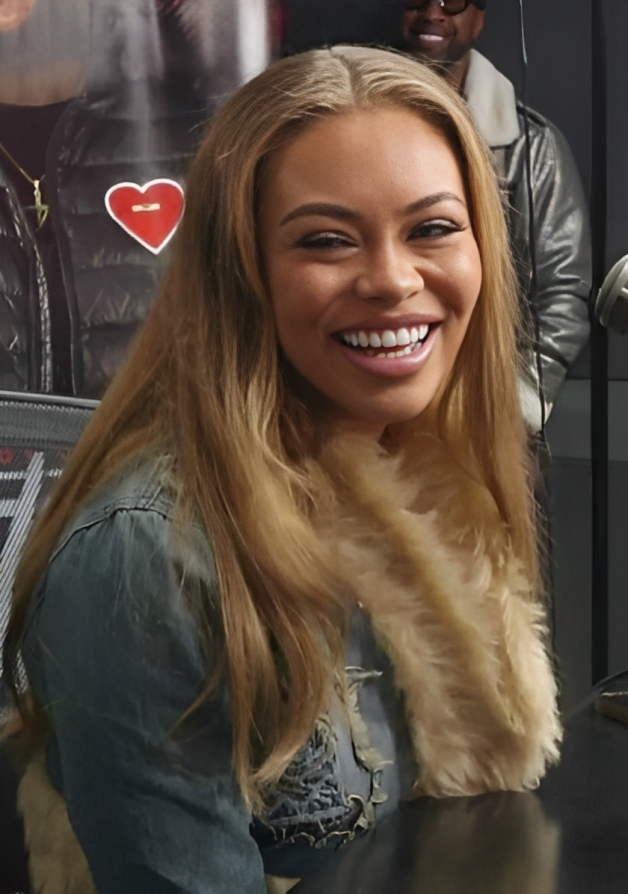
Latto (* 1998)

- Latton, Sarah (* 1979), deutsche Tänzerin
- Lattorf, Alfred von (1832–1884), deutscher Rittergutsbesitzer und Abgeordneter
- Lattorf, Carl von (1794–1870), deutscher Rittergutsbesitzer und Abgeordneter
- Lattorf, Christoph Friedrich von (1696–1762), preußischer Generalleutnant, Ritter des Schwarzen Adlerordens und Kommandant der Festung Kosel
- Lattorf, Johann Siegismund von (1699–1761), preußischer Generalmajor, Chef des Infanterie-Regiments Nr. 1, Amtshauptmann zu Rein und Erbherr von Großen-Salza
- Lattorf, Richard (1864–1959), deutscher Kaufmann und Industrie-Manager
- Lattorff, Camilla von (* 2005), liechtensteinische Fussballspielerin
- Lattorff, Edmund von (1823–1900), deutscher Verwaltungsbeamter und Parlamentarier
- Lattorff, Philipp Friedrich Lebrecht von (1733–1808), preußischer Generalleutnant, Chef des Infanterieregiments, Gouverneur von Küstrin
- Lattorff, Rudolf Friedrich von (1669–1708), königlich-preußischer Generalmajor
- Lattre de Tassigny, Jean de (1889–1952), französischer General und Oberkommandierender der 1ere armée (1944–1945)
- Lattré, Arthur von (1833–1908), preußischer General der Infanterie
- Lattuada, Alberto (1914–2005), italienischer Filmregisseur
- Lattuada, Giovanni (1905–1984), italienischer Turner
- Lattuada, Laura (* 1960), italienische Schauspielerin
- Lattwein, Lena (* 2000), deutsche FußballspielerinLena Lattwein (* 2000)

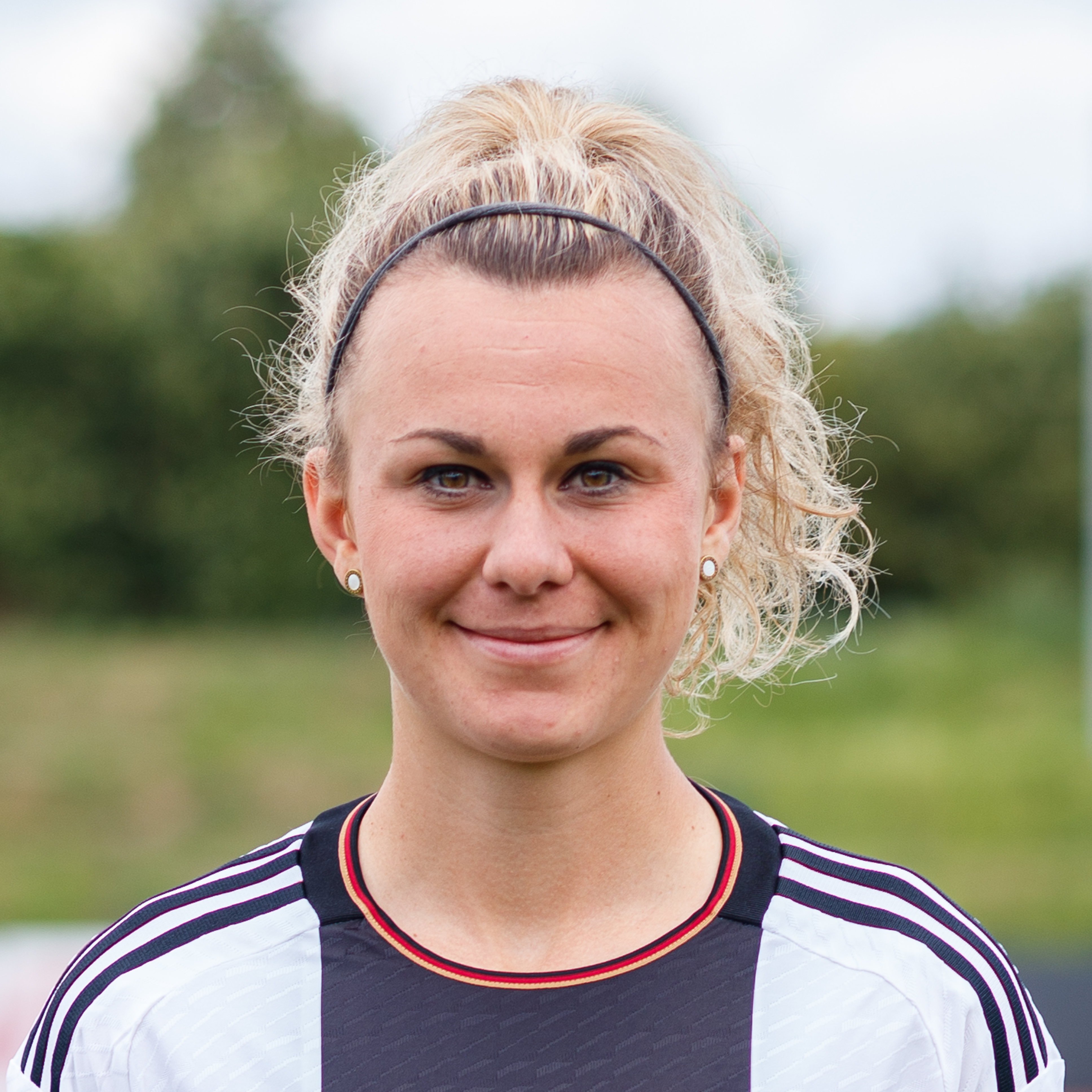
Lena Lattwein (* 2000)

- Lattwesen, Sonja (* 1975), deutsche Politikerin (Bündnis 90/Die Grünen)

### Latu
- Latu, Laiatu (* 2000), US-amerikanischer American-Football-Spieler
- Latu, Sanitesi (* 1950), tongaischer Zehnkämpfer, Hürdenläufer und Kugelstoßer
- Latuada, Serviliano (1704–1764), italienischer Priester, Schriftsteller und Historiker
- Latude, Henri Masers de (1725–1805), französischer Bastille-Flüchtling
- Latuff, Carlos (* 1968), brasilianischer KarikaturistCarlos Latuff (* 1968)

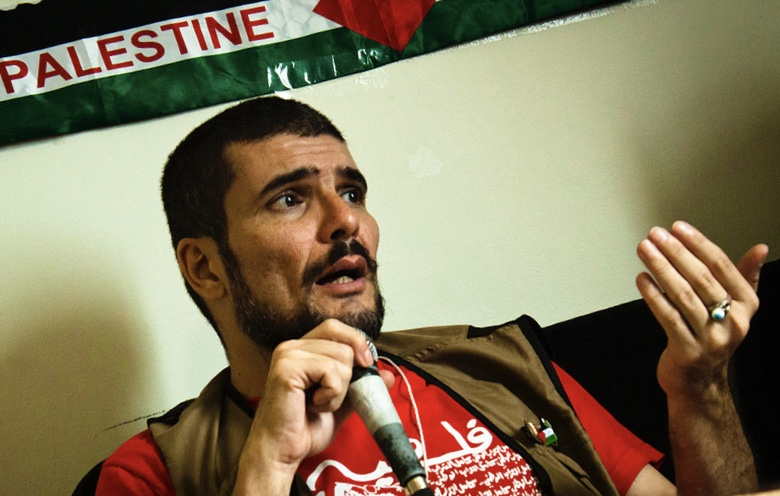
Carlos Latuff (* 1968)

- Latuheru, Bart (* 1965), niederländischer Fußballspieler
- Latuillière, Enora (* 1992), französische Biathletin
- Latuin, legendarischer erster Bischof von Séez, heute Sées
- Latukefu, Uli (* 1983), australischer Schauspieler tongaischer Abstammung
- Latul, Chris, holländischer Komponist und Gitarrist
- Latulippe, Gilles (1937–2014), kanadischer Theaterleiter, Schauspieler, Regisseur und Schauspielautor
- Latupeirissa, Cayfano (* 1991), niederländischer Fußballspieler
- Laturell, Volker D. (1939–2024), deutscher Heimatforscher und Sachbuchautor
- LaTurner, Jake (* 1988), US-amerikanischer Politiker
- Latusa, Manuel (* 1984), österreichischer Eishockeyspieler
- Latuschka, Pawel (* 1973), belarussischer Politiker und Diplomat
- Latussek, Daniel (1787–1857), Weihbischof, Generalvikar und Kapitularvikar von Breslau
- Latussek, Paul (* 1936), deutscher Vizepräsident des Bundes der Vertriebenen und Politiker (DSU), MdV

### Latv
- Latvainen, Susi-Käynty (* 1965), finnischer Komponist
- Latvala, Erkki (* 1965), finnischer Biathlet
- Latvala, Jari-Matti (* 1985), finnischer Rallyefahrer
- Latvala, Roope (* 1970), finnischer Gitarrist
- Latvienė, Violeta, litauische Politikerin, Vizeministerin, ehemalige Leiterin der Steuerinspektion am Finanzministerium Litauens

### Latw
- Latwesen, Arnold (1870–1951), deutscher Schriftsteller, Herausgeber und Schulleiter
- Latwesen, Klaus-Hagen (* 1940), deutscher Schauspieler und Regisseur

### Laty
- Latynina, Julija Leonidowna (* 1966), russische Schriftstellerin
- Latynina, Larissa Semjonowna (* 1934), sowjetische KunstturnerinLarissa Semjonowna Latynina (* 1934)

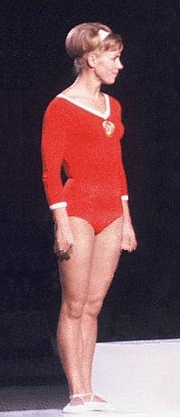
Larissa Semjonowna Latynina (* 1934)

- Latypow, Eduard Ratmilewitsch (* 1994), russischer Biathlet
- Latyschew, Georgi Dmitrijewitsch (1907–1973), russischer Kernphysiker und Hochschullehrer
- Latyschew, Nikolai Gawrilowitsch (1913–1999), russischer Fußballschiedsrichter
- Latyschew, Wassili Wassiljewitsch (1855–1921), russischer Epigraphiker Altphilologe und Althistoriker
- Latyschewa, Klawdija (1897–1956), sowjetische Mathematikerin und Hochschullehrerin

### Latz
- Latz, Albert (1855–1923), deutscher Unternehmer, Erfinder von Hundekuchen
- Latz, Eicke (* 1970), deutscher Immunologe
- Latz, Grace (* 1988), US-amerikanische Ruderin
- Latz, Heinrich (1912–1989), deutscher Architekt und saarländischer Ministerialrat
- Latz, Helmut (* 1955), deutscher Ruderer
- Latz, Hermann (* 1955), deutscher Basketballschiedsrichter
- Latz, Inge (1929–1994), deutsche Komponistin, Liedermacherin, Kabarettistin und Musikheilerin
- Latz, Peter (* 1939), deutscher Landschaftsarchitekt und Universitätsprofessor
- Latz, Ralf (* 1959), deutscher Politiker (SPD) und Bürgermeister
- Latz, Roland (* 1949), deutscher Fußballspieler
- Latz, Ron (* 1963), US-amerikanischer Politiker
- Latza, Danny (* 1989), deutscher FußballspielerDanny Latza (* 1989)

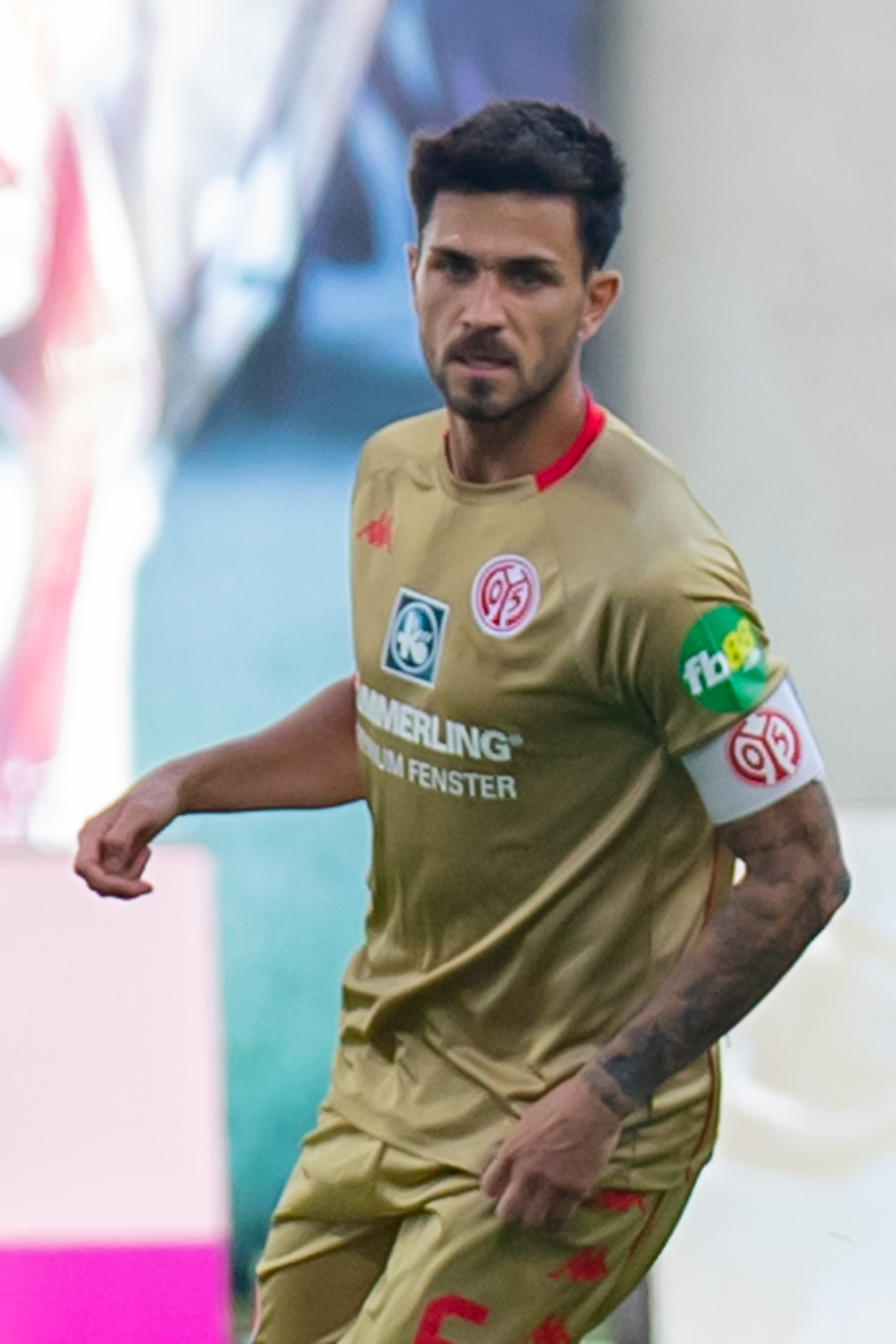
Danny Latza (* 1989)

- Latzek von Krawarn († 1408), Bischof von Olmütz
- Latzel, Adolf (1840–1891), österreichischer Unternehmer und Parlamentarier
- Latzel, Ernst (1844–1910), österreichischer Baumeister und Architekt
- Latzel, Franz (1880–1941), Dresdner Arbeiterfunktionär und antifaschistischer Widerstandskämpfer
- Latzel, Gerhard (1912–1980), deutscher Schachkomponist
- Latzel, Hermann (* 1942), deutscher Weitspringer
- Latzel, Josef (1813–1896), österreichischer Unternehmer und Parlamentarier
- Latzel, Klaus (* 1955), deutscher Historiker
- Lätzel, Martin (* 1970), römisch-katholischer Theologe und Publizist
- Latzel, Olaf (* 1967), deutscher evangelischer Geistlicher
- Latzel, Richard (* 1985), deutscher Sportwissenschaftler und Hochschullehrer
- Latzel, Robert (1845–1919), österreichischer Entomologe
- Latzel, Thorsten (* 1970), deutscher evangelischer TheologeThorsten Latzel (* 1970)

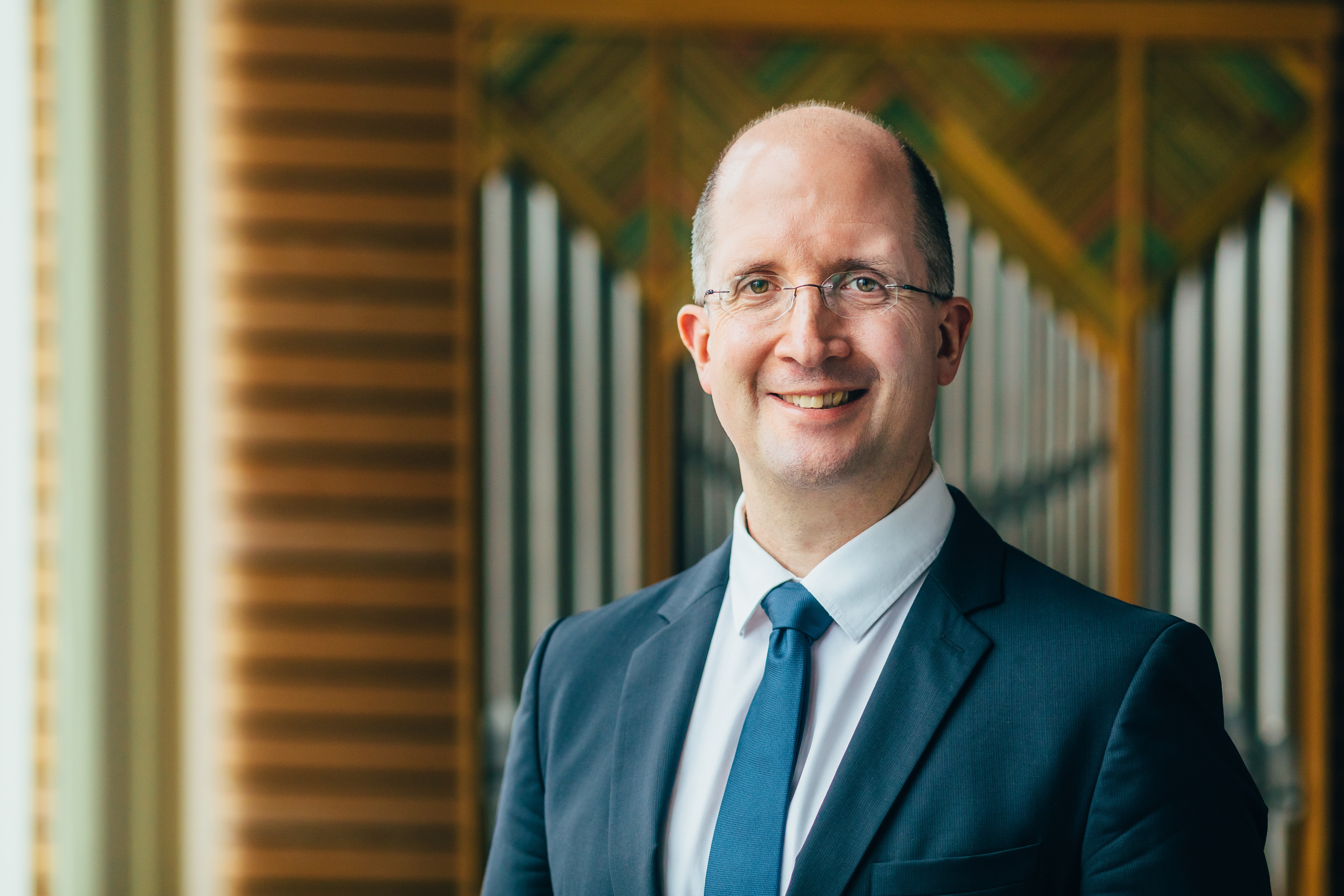
Thorsten Latzel (* 1970)

- Latzen, Ellen Hamilton (* 1980), US-amerikanische Schauspielerin
- Lätzer, Albin, deutscher Geräteturner
- Latzer, Michael, österreichischer Medienwissenschaftler
- Latzina, Francisco (1845–1923), österreichisch-argentinischer Mathematiker und Geograph
- Latzina, Frieder (1936–2023), deutscher Musikverleger in Karlsruhe
- Latzka, Franz (1901–1977), österreichischer Politiker (ÖVP), Mitglied des Bundesrates
- Latzke, Andreas (* 1974), deutscher Eishockeyspieler, Inline-Skaterhockeyspieler und -trainer
- Latzke, Felix (* 1942), österreichischer Fußballspieler und -trainer
- Latzke, Fritz (1900–1958), deutscher Politiker (USPD, KPD, UAPD), MdR
- Latzke, Käthe (1899–1945), deutsche kommunistische Widerstandskämpferin
- Latzke, Reinhold (1932–2009), deutscher Politiker (SPD)
- Latzke, Rudolf (1874–1953), österreichischer Gymnasialdirektor und Literaturhistoriker
- Latzko, Andreas (1876–1943), österreichischer pazifistischer Schriftsteller
- Latzko, Ernst (1885–1957), österreichischer Jurist, Kapellmeister und Pianist
- Latzko, Erwin (1924–2010), deutscher Botaniker
- Latzko, Herlinde (* 1944), deutsche Schauspielerin
- Latzko, Reinhard (* 1963), deutscher Cellist
- Latzko, Wilhelm (1863–1945), österreichischer Gynäkologe
- Latzl, Benedikt (1818–1884), mährischer Orgelbauer
- Latzo, Pete (1902–1968), US-amerikanischer Boxer
- Lätzsch, Heike (* 1973), deutsche Hockeyspielerin
- Lätzsch, Monika (1930–2001), deutsche Schriftstellerin und Hörspielautorin